# دیوید ویکروم
دیوید ویکروم (انگلیسی: David Tahnya Wirikom؛ زادهٔ ۲۸ اوت ۱۹۹۰) یک بازیکن فوتبال اهل کامرون است